# Ee Mungu Nguvu Yetu
Ee Mungu Nguvu Yetu (Kiswahili voor O God van de gehele schepping) is het volkslied van het Afrikaanse land Kenia.

## Tekst in Kiswahili
Eeeeeeeeee Mungu nguvu yetu
Ilete baraka kwetu
Haki iwe ngao na mlinzi
Natukae na undugu
Amani na uhuru
Raha tupate na ustawi.
Amkeni ndugu zetu
Tufanye sote bidii
Nasi tujitoe kwa nguvu
Nchi yetu ya Kenya
Tunayoipenda
Tuwe tayari kuilinda.
Natujenge taifa letu
Ee ndio wajibu wetu
Kenya istahili heshima
Tuungane mikono pamoja kazini
Kila siku tuwe nashukrani.

## Nederlandse vertaling
O God van de gehele schepping,
Zegen ons land en onze natie
Laat gerechtigheid ons schild en verdediger zijn
Mogen wij leven in eenheid,
Vrede en vrijheid
Overvloed moge binnen onze grenzen gevonden worden
Laat een ieder opstaan
Met harten sterk en waarachtig
Laat ons ernstige streven zijn tot dienstbaarheid
en ons vaderland Kenia
Erfgoed van grootsheid
Mogen wij stevig staan om het te verdedigen
Laat iedereen eensgezind
In een gemeenschappelijke band verenigd,
Deze natie van ons opbouwen
En de glorie van Kenia,
De vrucht van onze arbeid
Ieders hart met dankbaarheid vervullen
Onafhankelijke staten: Algerije · Angola · Benin · Botswana · Burkina Faso · Burundi · Centraal-Afrikaanse Republiek · Comoren · Congo-Brazzaville · Congo-Kinshasa · Djibouti · Egypte · Equatoriaal-Guinea · Eritrea · Ethiopië · Gabon · Gambia · Ghana · Guinee · Guinee-Bissau · Ivoorkust · Kaapverdië · Kameroen · Kenia · Lesotho · Liberia · Libië · Madagaskar · Malawi · Mali · Marokko · Mauritanië · Mauritius · Marokko · Mozambique · Namibië · Niger · Nigeria · Oeganda · Rwanda · Sao Tomé en Principe · Senegal · Seychellen · Sierra Leone · Somalië · Soedan · Swaziland · Tanzania · Tsjaad · Togo · Tunesië · Zambia · Zimbabwe · Zuid-Afrika · Zuid-Soedan
Niet algemeen erkende landen: Somaliland · Westelijke Sahara
Afhankelijke gebieden: Mayotte · Réunion (onofficieel) · Saint Helena, Ascension and Tristan da Cunha (onofficieel)